# Arsenal Wanderers
De Arsenal Wanderers is een Mauritiaanse voetbalclub uit Arsenal Village. Ze spelen in de 2e divisie in Mauritius. Hun thuisbasis is Stade Anjalay. Ze delen dit stadion met een aantal andere clubs, namelijk: AS Riviére Du Rempart, SC Pamplemousses en AS Port-Louis 2000. Op dit moment speelt de club in een regionale competitie in de regio Pamplemousses.